# Isidor Rosenthal

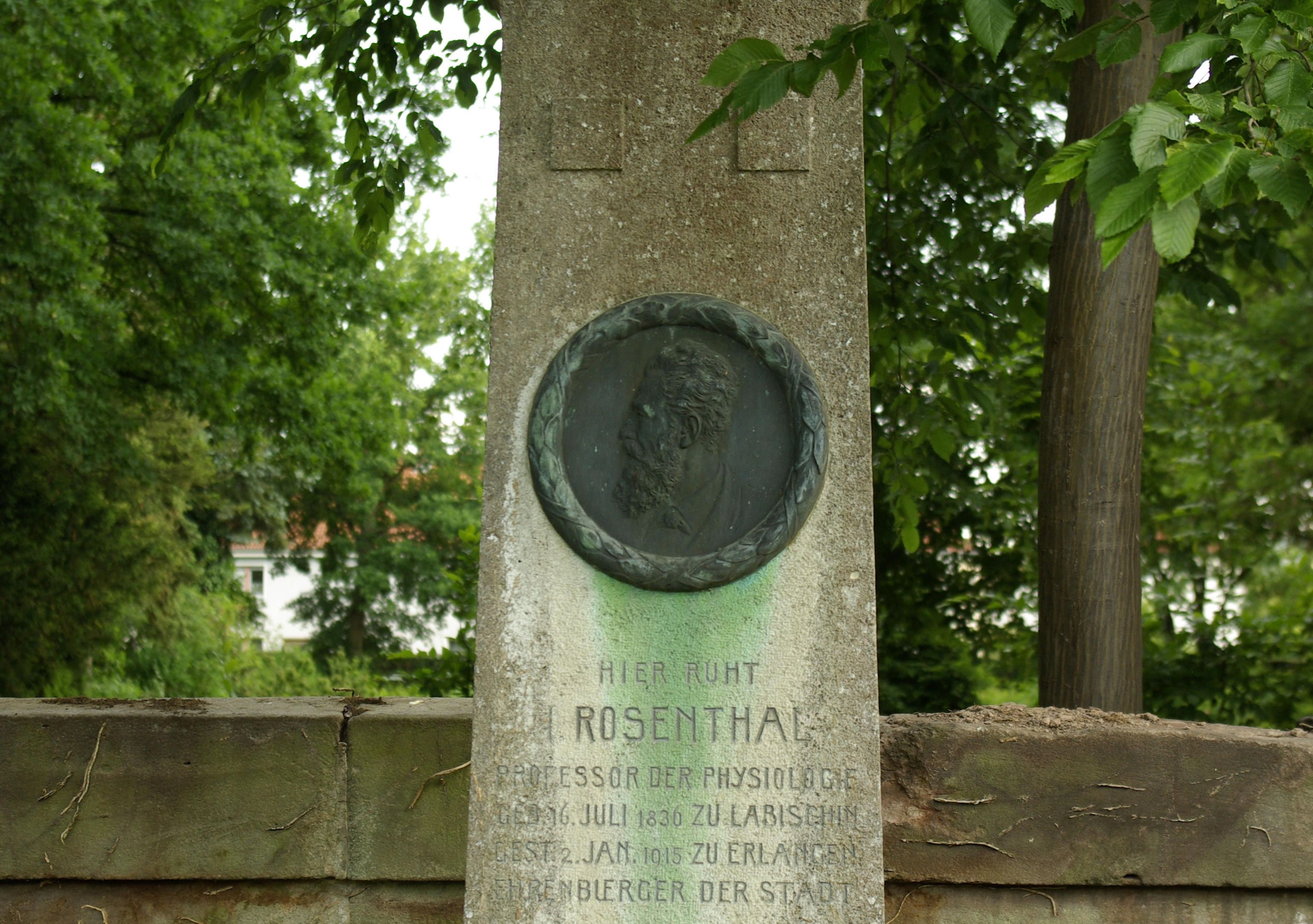
Grób Isidora Rosenthala na Cmentarzu Centralnym w Erlangen

Isidor Rosenthal (ur. 16 lipca 1836 w Łabiszynie, zm. 2 stycznia 1915 w Erlangen) – niemiecki fizjolog. 
Studiował medycynę na Uniwersytecie w Berlinie, m.in. u Emila du Bois-Reymonda. W 1859 roku otrzymał tytuł doktora nauk medycznych. Następnie był asystentem w Berliner Physiologische Institut, a od 1867 roku docentem. W 1872 roku otrzymał katedrę fizjologii na Uniwersytecie w Erlangen. Od 1881 redaktor naczelny Biologisches Zentralblatt.
Jego synem był Werner Rosenthal.

## Wybrane prace
- Die Athembewegungen und Ihre Beziehungen zum Nervus Vagus. Berlin, 1862
- Zur Kenntniss der Wärmeregulirung bei den Warmblütigen Thieren. Erlangen, 1872
- Elektricitätslehre für Mediziner und Elektrotherapie. Erlangen 1862
- Allgemeine Physiologie der Muskeln und Nerven. Lepzig, 1878
- Bier und Branntwein in Ihren Beziehungen zur Volksgesundheitspflege. Berlin, 1881
- Vorlesungen über Oeffentliche und Private Gesundheitspflege. Erlangen, 1887